# Carl Madsen (Schiedsrichter)
Carl Madsen (* 1949; † 24. Oktober 2021 in Nashville, Tennessee) war ein US-amerikanischer Schiedsrichter im American Football, der von der Saison 1997 bis zur Saison 2008 in der NFL tätig war. Er trug die Uniform mit der Nummer 92.

## Karriere
Madsen begann im Jahr 1997 seine NFL-Laufbahn als Umpire. Nach der Saison 2008 trat er als Schiedsrichter zurück. Im Anschluss an seine aktive Karriere war er als Replay Official tätig.
Er war Umpire im Pro Bowl 1999 in der Crew unter der Leitung von Hauptschiedsrichter Dick Hantak.
Er verstarb auf der Heimfahrt nach dem Spiel der Tennessee Titans gegen die Kansas City Chiefs in seinem Auto. In Gedenken an ihn trugen die NFL-Schiedsrichter bis zum Ende der Saison 2021 einen Sticker mit Madsens Initialen auf ihren Mützen.